# Leo Belgicus

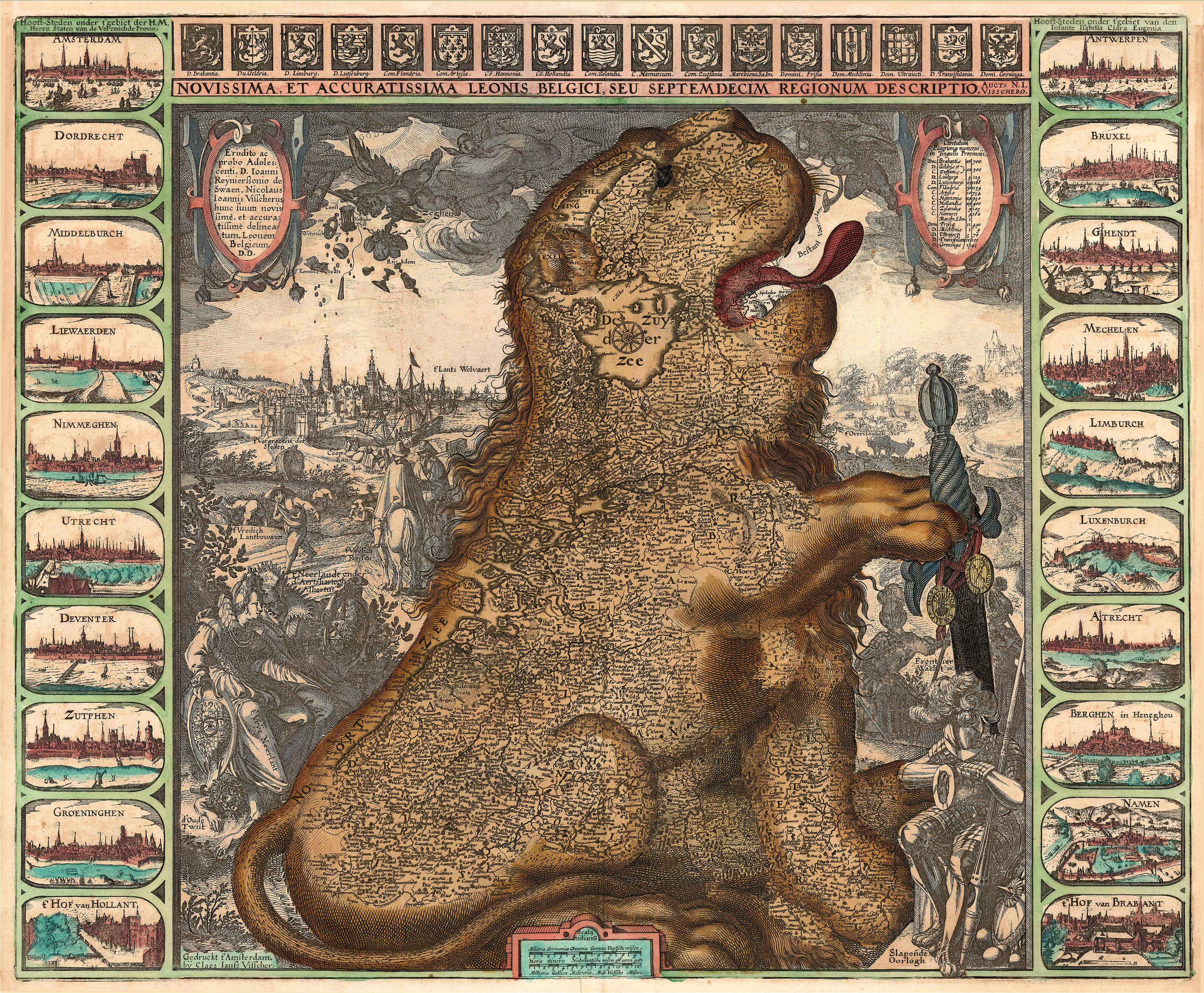
Leo Belgicus podle Claese Janszoona Visschera, 1609

Leo Belgicus (Belgický lev) bylo alegorické zobrazení Nizozemí, používané na renesančních mapách. Výraz pochází z pojmenování kmene Belgů, kteří toto území obývali ve starověku. Podoba lva je inspirováno tím, že linie zdejšího mořského pobřeží svým tvarem připomíná lví hřbet, historická území Flandry a Holandsko i Oranžsko-nasavská dynastie mají navíc tradičně jako heraldické zvíře lva. Jako první použil spojení mapy regionu s obrázkem lva roku 1583 kartograf Michael Aitzinger, navázali na něj Jodocus Hondius nebo Famiano Strada. V době osmdesátileté války hrála tato symbolika důležitou roli v boji Nizozemců za vlastní stát. Po třicetileté válce, kdy byla oblast rozdělena mezi Spojené provincie nizozemské a Habsburské Nizozemí, se používal také název Leo Hollandicus. Lev je znázorněn na pomníku obětem Belgické revoluce v Bruselu, mají ho ve znaku moderní státy Belgie, Nizozemsko a Lucembursko, je znázorněn také na neoficiální vlajce Beneluxu. 